# Catherine Hardwicke
Pour les articles homonymes, voir Hardwicke.
Catherine Hardwicke est une réalisatrice, scénariste et cheffe décoratrice américaine née le 21 octobre 1955 à Harlingen (Texas, États-Unis).

## Biographie
Diplômée en architecture de l'Université du Texas d'Austin, elle a étudié le cinéma et la télévision à l'UCLA et fait ses premiers pas à Hollywood en tant que chef décoratrice. On lui doit les décors d'une vingtaine de films, dont Vanilla Sky, La Revanche de Jesse Lee, The Newton Boys, Mad City, Antitrust, Tank Girl, Suburbia, Deux jours à Los Angeles, Laurel Canyon, Tombstone et Les Rois du désert.
En 2003, elle se lance dans la réalisation et l'écriture avec son film Thirteen qu'elle a coécrit avec sa belle-fille Nikki Reed et pour lequel elle reçoit la même année le prestigieux Director's Award du Festival de Sundance. 
Les Seigneurs de Dogtown (Lords of Dogtown), son second film, sort en 2005.
En 2006, elle réalise La Nativité.
Elle réalise en 2008 Twilight, chapitre I : Fascination, l'adaptation filmographique du best-seller Twilight, écrit par Stephenie Meyer.
En 2011, elle adapte le conte du Petit Chaperon rouge au cinéma. Le film s'intitule Le Chaperon Rouge (The Red Riding Hood en anglais).
En 2014, elle est la réalisatrice du pilote de la série télévisée Reckless : La Loi de Charleston.

## Filmographie

### Comme réalisatrice
- 2003 : Thirteen
- 2005 : Les Seigneurs de Dogtown (Lords of Dogtown)
- 2006 : La Nativité (The Nativity Story)
- 2008 : Twilight, chapitre I : Fascination (Twilight)
- 2011 : Le Chaperon rouge (Red Riding Hood)
- 2013 : Plush
- 2015 : Ma meilleure amie (Miss You Already)
- 2019 : Miss Bala
- 2021 : Tell It Like a Woman
- 2022 : Le Cabinet de curiosités de Guillermo del Toro (Guillermo del Toro's Cabinet of Curiosities) (série TV) - Episode 6, "Dreams in the Witch House"
- 2023 : Mafia Mamma

### Comme scénariste
- 2003 : Thirteen
- 2013 : Plush
- 2021 : Tell It Like a Woman